# Plan Marshall
Pour les articles homonymes, voir Recovery (homonymie), Marshall et ERP.
Le plan Marshall, officiellement appelé « Programme de rétablissement européen » (en anglais : European Recovery Program, ou ERP) ou Foreign Assistance Act of 1948, est un programme américain de dons et marginalement de prêts accordés aux États d'Europe pour aider à la reconstruction des villes et des installations bombardées lors de la Seconde Guerre mondiale. Ces prêts sont assortis de la condition d'importer pour un montant équivalent d'équipements et de produits américains. En quatre ans, les États-Unis prêtent à l'Europe 13,3 milliards de dollars (l'équivalent de 173 milliards de dollars en 2020), soit plus de 10 % du PIB des pays concernés[réf. nécessaire].
Le gouvernement de Truman le préfère au plan Morgenthau, qui prévoit alors de faire payer les réparations par l'Allemagne. En effet, plusieurs experts[Qui ?] considèrent qu'après la Première Guerre mondiale, la question des réparations allemandes a contribué à la création d'un sentiment d'injustice et facilité la prise du pouvoir par les nazis.

L'initiative est baptisée, par les journalistes, du nom du secrétaire d'État des États-Unis, le général George Marshall, qui, lors d'un discours à l'université Harvard (5 juin 1947), expose la volonté du gouvernement fédéral des États-Unis de contribuer au rétablissement de l'Europe. Ainsi dans ce discours, Marshall affirme : 

« Il est logique que les États-Unis fassent tout pour aider à rétablir la santé économique du monde, sans laquelle il ne peut y avoir aucune stabilité politique et aucune paix assurée. »

Les modalités du plan sont discutées lors de la conférence de Paris et il est finalement signé par 16 pays le 20 septembre 1947.
Le Plan doit permettre de construire vite voitures, camionnettes et tracteurs, pour faire face aux pénuries alimentaires. Les industries françaises qui en bénéficient le plus sont la sidérurgie (laminoirs Sollac en Lorraine et d'Usinor à Denain et à Montataire), et ainsi en aval l'automobile, l'énergie (charbonnages, Électricité de France et pétrole, les tracteurs et machines agricoles et leurs fournisseur en engrais, les mines de potasse, ou de manière plus anecdotique l'aéronautique (achat de six Constellation).

## Histoire

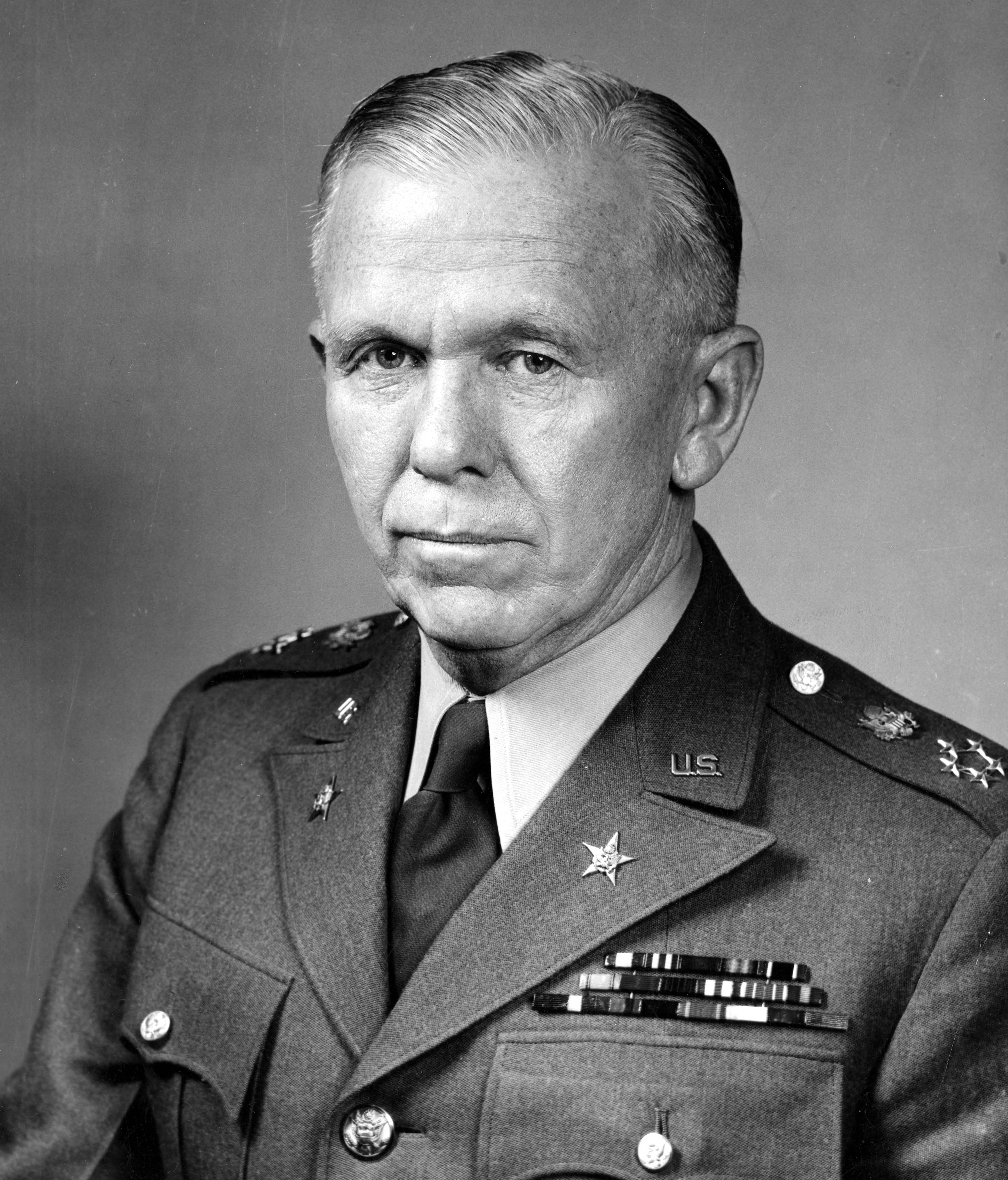
Le général George Marshall en 1946.

Jusqu'en 1947, la politique des Américains consiste à réduire les capacités productives de l'Allemagne, politique qui empêche la reprise européenne. Conseillé par le général Marshall et d'autres personnalités officielles ou officieuses, le président Harry S. Truman fait modifier la politique américaine. Le plan est présenté une première fois par le secrétaire d'État James F. Byrnes au cours d'un discours tenu à Stuttgart le 6 septembre 1946. De plus, le général Lucius D. Clay avait demandé au patron d'industrie Lewis H. Brown (en) de dresser un bilan de la situation économique en Allemagne et d'évaluer les besoins de la reconstruction.
Le plan final est annoncé par Marshall le 5 juin 1947 à l'université Harvard, alors que celle-ci lui décerne un doctorat honoris causa. Jean-Claude Sergeant souligne que « paradoxalement, l’événement passa presque inaperçu. Seuls trois correspondants de presse britanniques en rendirent compte et c’est par hasard, en écoutant la BBC le lendemain, que Bevin eut connaissance de cette proposition historique qui paraissait dénuée de toute arrière-pensée idéologique ».
« La vérité, c'est que les besoins de l'Europe pendant les trois ou quatre prochaines années en vivres et en autres produits essentiels importés - notamment d'Amérique - sont tellement plus grands que sa capacité actuelle de paiement qu'elle devra recevoir une aide supplémentaire très importante ou s'exposer à une dislocation économique, sociale et politique très grave. […] Il est logique que les États-Unis doivent faire tout ce qu'ils peuvent pour aider à rétablir la santé économique du monde, sans laquelle la stabilité politique et la paix assurée sont impossibles. »

— Discours de George Marshall, général et conseiller du président Roosevelt, 5 juin 1947.
Au Congrès, l'aile républicaine qui prône une politique isolationniste critique un plan qui décide de dépenses massives à l'étranger mais cette opposition s'efface après le basculement de la Tchécoslovaquie dans l'aire d'influence soviétique à la suite des événements du coup de Prague (février 1948). Truman signe le plan Marshall le 3 avril 1948. Sur le plan économique Charles Kindleberger en fut un architecte clé. Les États-Unis demandent aux États européens de s'accorder entre eux au sein de l'OECE pour établir un plan de reconstruction. L'Administration de coopération économique (ECA) est chargée d'examiner les projets de reconstruction en vue d'accorder l'aide. Du côté soviétique, le Comecon ou CAEM est créé.
Entre 1947 et 1951, les États-Unis consacrent 16,5 milliards de dollars de l'époque (dont onze milliards en dons) au rétablissement de 23 pays européens en réponse à l'Organisation européenne de coopération économique (OECE, aujourd'hui l'OCDE). Le montant total de l'aide correspondrait à une fourchette de 130 milliards à 230 milliards de dollars en 2012, soit environ 4 % du PNB pendant cinq ans.
Les Américains ont ainsi contribué à la coopération européenne qui inscrit le plan Marshall en partie dans la politique d'endiguement voulue par le président Truman, prélude à la construction européenne.
La reconstruction européenne, relativement rapide, fut largement stimulée par l'aide américaine, tandis que l'économie américaine évita ainsi la récession à cause d'une surproduction massive qu'aurait pu entraîner la cessation des hostilités[réf. nécessaire].
Le plan Marshall fut rejeté par l'Union soviétique et les pays du futur bloc de l'Est. Staline craignait qu'il ne serve à conquérir le glacis de sécurité de l'URSS. L'URSS exerça en conséquence des pressions contre les pays qu'elle occupait et qui montraient leur intérêt. L'insistance des États-Unis concernant la libéralisation économique des pays bénéficiant du plan a certainement joué un rôle aussi, le libre marché étant incompatible avec une économie dirigée. Comme le précise la doctrine Jdanov, chaque État était amené à « choisir son camp ». L'année 1947 est par cet aspect considérée comme le début de la guerre froide. En 1949 commença le Comecon liant les pays de l'Europe de l'Est, qui était destiné uniquement aux États de démocratie populaire.
Une première aide financière parvint en Grèce et en Turquie en janvier 1947. Seize pays acceptèrent l'aide financière, plus l'Allemagne de l'Ouest à partir de 1949.
Entre 1948 et 1951, le PNB de l’Europe de l’Ouest a fait un bond de 32 % (passant de 120 à 159 milliards de dollars) ; la production agricole a augmenté de 11 % et la production industrielle d'environ 40 %.

## Nature de l'aide

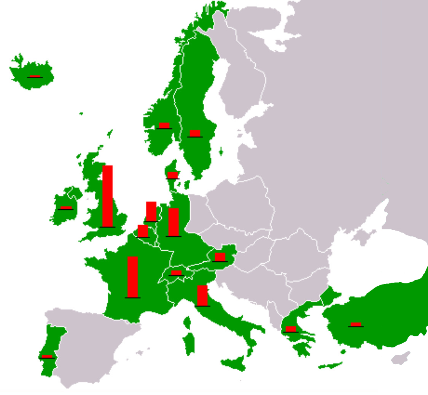
Carte de l'Europe pendant la guerre froide montrant les pays ayant reçu l'aide du plan Marshall.

Les milliards débloqués consistent en 85 % de dons et 15 % de prêts accordés par des banques américaines avec une garantie des États-Unis. Le mécanisme retenu consistait à fournir un crédit à un État européen. Ce crédit devait servir à payer des biens et services provenant des États-Unis. L'État européen bénéficiaire encaissait, en monnaie locale, le produit des ventes de ces importations sur son marché national, ainsi que les droits de douane afférents. Parallèlement cet État devait octroyer à des agents économiques nationaux (entreprises ou administrations) des crédits destinés à des investissements d'un montant deux fois supérieur au crédit qu'il avait lui-même reçu (système de la contre-valeur). L'État européen bénéficiaire devait en outre faire la preuve qu'il autofinançait sa part, sans recourir à la création monétaire, donc au moyen de l'impôt ou en recourant à des banques. Par ce montage, les États-Unis encourageaient un effort significatif d'équipement et d'épargne en Europe.
Les principales importations concernent les produits industriels (machines agricoles motorisées, outillage, charbon) devant les produits agricoles (blés, maïs hybrides, tabac…). En France, l'usine sidérurgique de Montataire et l'usine sidérurgique de Denain reçoivent une aide importante pour installer deux grands laminoirs, complémentaires, à chaud et à froid, qui permettent l'approvisionnement en acier des usines automobiles de la région parisienne et de la Seine-Maritime, notamment les produits plats pour la carrosserie, également utilisés dans l'électro-ménager, autre secteur appelé à une forte croissance sur le modèle américain.
Contrepartie prévisible : la plus grande facilité à se fournir en produits importés rendit de ce fait plus difficile le développement de productions nationales concurrentes, et handicapa le développement de quelques firmes (motos Gnome Rhône, scooters Terrot…). Toutefois, à l'inverse, Ford transféra à la France ses activités de construction automobile, dont la célèbre Vedette, dans l'entreprise Simca.

## Motivations

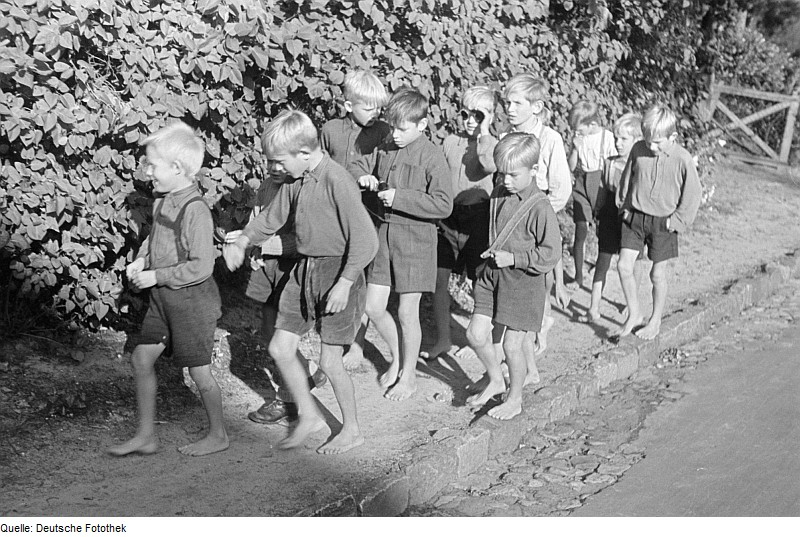
Enfants allemands sur l'île de Usedom en 1946.

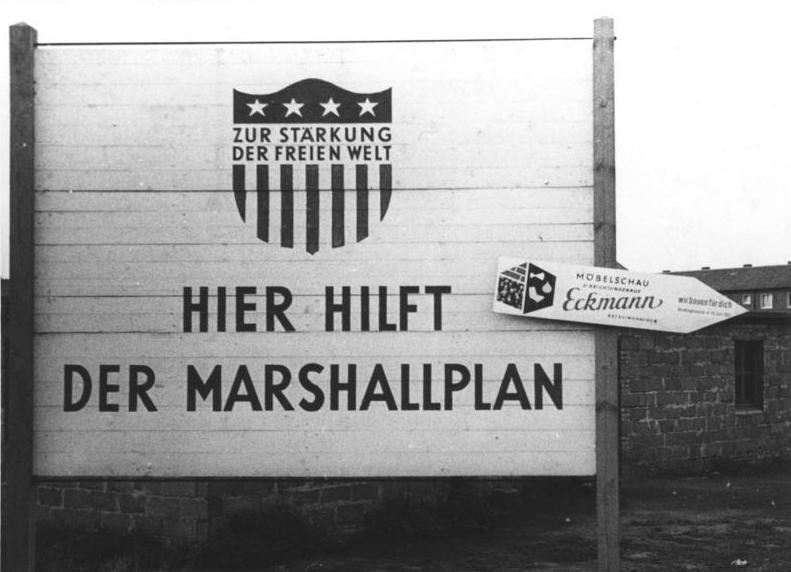
Panneau indiquant l'aide du plan Marshall à Recklinghausen en 1953.

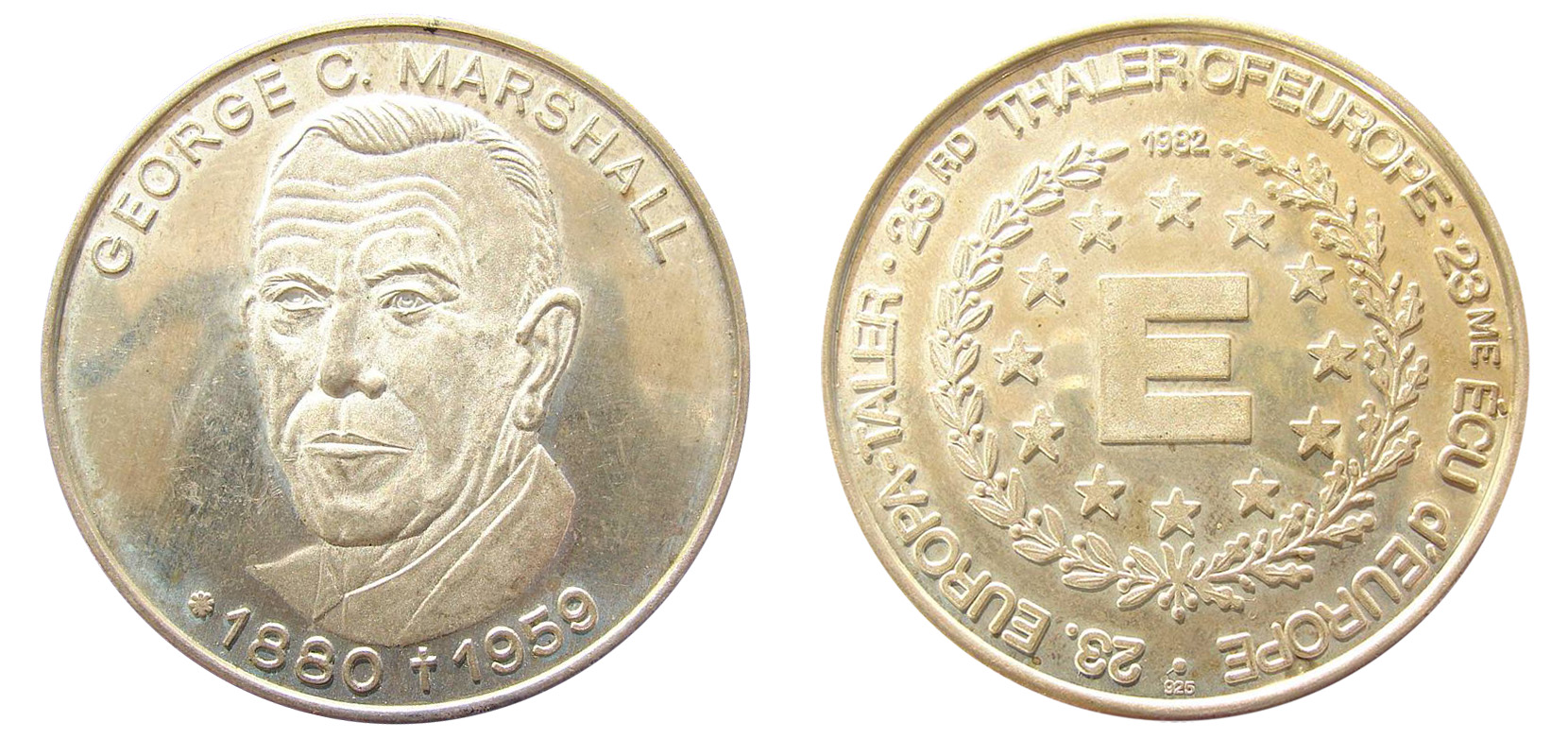
Médaille Commémorative 1982 du plan Marshall.

On trouve plusieurs types de motivation.
L'Europe est à reconstruire. Ses infrastructures ont beaucoup souffert. L'appareil productif a été partiellement détruit ou surexploité et mal entretenu pendant les hostilités. On meurt de froid et on ne mange pas à sa faim en Allemagne, les barrières économiques et les restrictions de commerce avec ce pays forcent ses partenaires commerciaux habituels à détruire des surplus agricoles. Il faut donc rétablir des circuits normaux et éviter que l'investissement ne soit sacrifié à l'urgence d'alimenter les populations.
Il s'agit aussi de trouver des débouchés pour les produits américains. Les États-Unis ont connu pendant la guerre une forte croissance liée à l'industrie de guerre et la question à l'étude depuis 1941 à Washington est de savoir comment maintenir le plein emploi après la guerre. La solution mise en place sera, via le plan Marshall de trouver des débouchés à l'étranger financés par des prêts remboursables en dollars. Ces prêts sont émis via la banque mondiale et contrôlés via le FMI (accords de Bretton Woods). La particularité de ces deux institutions est que les États-Unis sont seuls à y avoir un droit de veto, ce qui leur permet de dicter leurs conditions, en particulier, d'obliger les pays européens ruinés à accepter que des conditions soient liées aux prêts du FMI. L'une des conditions de l'époque était que les dettes contractées par le pays recevant cette aide ne soient plus émises dans la monnaie du pays mais en or ou son équivalent en dollars dont le prix était de 34 $ l'once d'or. Ces prêts en dollars sont la garantie pour les États-Unis de ne pas avoir de perte de valeur si les pays emprunteurs dévaluent ; d'autre part les dollars dépensés pour acheter des produits autres qu'américains finiront toujours par revenir aux États-Unis pour acheter des biens américains.
Enfin la doctrine Marshall matérialise la crainte des Américains que les institutions démocratiques occidentales ne s'effondrent au profit de l'URSS communiste. Par l'aide financière, les États-Unis cherchent à prévenir l'accession au pouvoir des partis communistes en Europe de l'Ouest. Les Américains estiment que la pauvreté de l'Europe, qui fait le lit du discours communiste, doit être résolue.

### Contexte: le bilan de la Seconde Guerre mondiale

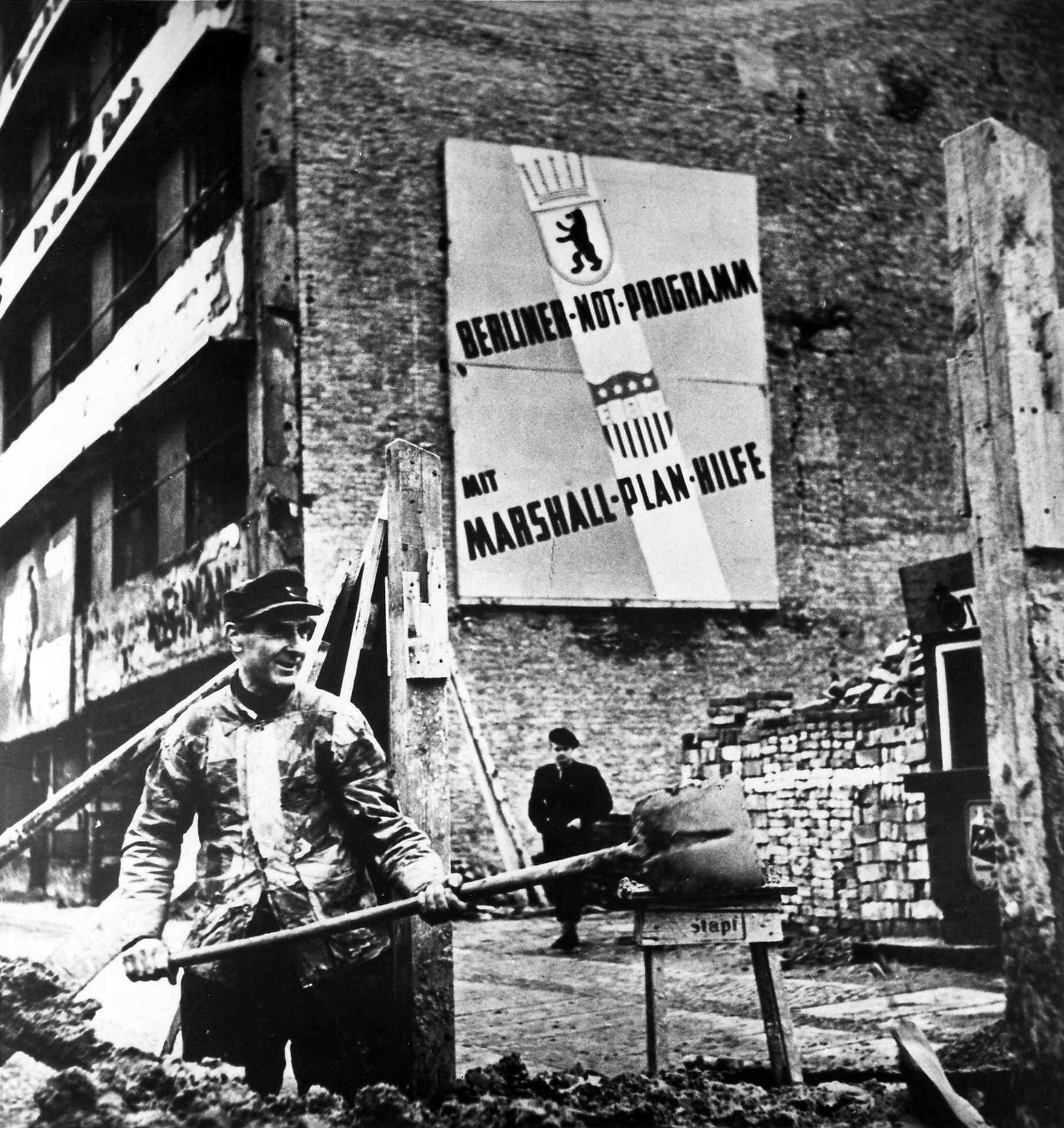
Plan Marshall à Berlin-Ouest.

En 1945, une grande partie du continent européen est ravagée par la guerre : les nazis ont pillé les ressources de la France, de la Scandinavie et de l'Europe de l'Est. Les bombardements ont réduit en cendres de nombreuses villes allemandes (Dresde, Cologne, Berlin…) ou polonaises (Varsovie). Londres a subi la guerre aérienne à outrance et des centaines de milliers de logements ont été détruits. En France, on ne compte plus les villes martyres (Le Havre, Brest…). Une grande partie des canaux, des infrastructures portuaires, des ponts, des voies ferrées sont hors d'usage. De nombreux civils sont sans-abri.
La situation des États-Unis est différente : le territoire américain n'a pas subi de dommages (à part l'attaque de Pearl Harbor). L'agriculture, les réserves d'or et les infrastructures industrielles de ce pays ne sont pas affectées et le pays avait vendu du matériel militaire dans le cadre du « Cash and Carry », notamment à la France au début du conflit, ce qui contribua au relèvement économique des États-Unis.

### L'endiguement (doctrine Truman)
Selon le gouvernement américain de l'époque, la situation dramatique dans laquelle étaient les Européens, aggravée par les hivers froids, constituaient le terreau favorable à l'implantation du communisme. Les partis communistes italien et français remportaient en effet des succès électoraux. La doctrine du président Harry S. Truman est fondée sur l'endiguement (« containment ») du communisme déjà fortement implanté par la force des armées soviétiques en Europe orientale.

## Dépenses générales

### Allocation des dépenses
(octobre 2014).
| Pays                      | Total (m. $) | Dons (m. $) | Prêts (m. $) |
| ------------------------- | ------------ | ----------- | ------------ |
| Autriche                  | 677,8        | 677,8       | --           |
| Belgique-Luxembourg       | 559,3        | 491,3       | 68,0a        |
| Danemark                  | 273,0        | 239,7       | 33,3         |
| France                    | 2 713,6      | 2 488,0     | 225,6        |
| Allemagne (RFA)           | 1 390,6      | 1 173,7     | 216,9b       |
| Grèce                     | 706,7        | 706,7       | --           |
| Islande                   | 29,3         | 24,0        | 5,3          |
| Irlande                   | 147,5        | 19,3        | 128,2        |
| Italie (incluant Trieste) | 1 508,8      | 1 413,2     | 95,6         |
| Pays-Bas (*Indonésie)c    | 1 083,5      | 916,8       | 166,7        |
| Norvège                   | 255,3        | 216,1       | 39,2         |
| Portugal                  | 51,2         | 15,1        | 36,1         |
| Suède                     | 107,3        | 86,9        | 20,4         |
| Turquie                   | 225,1        | 140,1       | 85,0         |
| Royaume-Uni               | 3 189,8      | 2 805,0     | 384,8        |
| Régional                  | 407,0d       | 407,0d      | --           |
| Total pour tous les pays  | 13 325,8     | 11 820,7    | 1 505,1      |

Notes :

Le plan Marshall : Aide par pays et par secteurs.

- a. Le total du prêt inclut 65 millions pour la Belgique et 3 millions pour le Luxembourg : le détail de concession entre les deux pays ne peut pas être identifié.
- b. Inclut un prêt initial de 16,9 millions, plus 200 millions représentant une part partagée proportionnellement des concessions converties en prêts aux termes d'un accord signé le 27 février 1953.
- c. Aides du plan Marshall aux Indes néerlandaises (Indonésie) prolongées aux Pays-Bas avant le transfert de souveraineté du 30 décembre 1949. Les aides totales pour les Indes néerlandaises sont de 101,4 millions (concessions 84,2 millions, prêts 17,2 millions).
- d. Inclut la contribution des États-Unis au fonds de l'Union européenne des paiements (European Payments Union ou EPU, en anglais), 361,4 millions ; Compte de fret général, 33,5 millions ; autorisations européennes d'assistance technique (multi-pays ou régional), 12,1 millions.[réf. nécessaire]

De 1948 et 1951, l'aide américaine s'est élevée à treize milliards de dollars au total, c'est-à-dire 1,2 % du PNB des États-Unis. Elle a permis à l'Europe occidentale de ne pas s'effondrer et à l'économie américaine de rester prospère.
L'Espagne franquiste et la Finlande sont exclus du plan Marshall en raison de leurs liens avec l'Allemagne nazie, tandis que les pays officiellement neutres tels que le Portugal, la Suisse, la Suède et la république d'Irlande en bénéficient,,,. De plus, dans le cas de la Finlande, l'opposition soviétique pèse dans le choix de ce pays de refuser l'aide américaine et conduit la signature du traité finlando-soviétique de 1948,,.

### Structure des dépenses
Le plan Marshall pèse pour un peu plus de 10 % du PIB des États qui en bénéficient. Le plan était constitué à 90 % de subventions et à 10 % de prêts. L'enveloppe est utilisée ou orientée différemment selon les pays.
Ainsi, la France, qui doit créer des infrastructures pour remplacer celles qui ont été détruites par la guerre et moderniser ses réseaux, utilise 38 % de l'aide pour les infrastructures, et 33 % pour moderniser ses outils de production. L'Allemagne, qui avait déjà un réseau formé et relativement moins détruit, consacre 27 % des fonds aux infrastructures, et 48 % à la modernisation des outils de production. L'Italie est à mi-chemin, avec 35 % des fonds en infrastructures, et 44 % en modernisation des outils de production.
En France, Jean Monnet, premier commissaire au Plan, avait commandé des produits américains (pétrole, nourriture, machines-outils), réglés par les États-Unis, puis avait stocké la contre-valeur en francs, que l'inflation avait grignotés. Dans les années 1960, 20 % de la somme prêtée a été remboursée et le solde considéré comme un don.

## Critiques

### Blocage de réformes libérales
Dès les années de mise en œuvre du plan Marshall, des économistes libéraux dits « classiques » en dressent la critique : la subvention américaine des économies occidentales pourrait prévenir les réformes nécessaires telles que l'arrêt de la planification centralisée et la restauration du libre-marché. Parmi ces critiques, on trouve Ludwig von Mises ou Wilhelm Röpke.

### Impérialisme et guerre économique
La première personne à argumenter de la sorte fut l'historien de l'économie Alan Milward. Les socialistes européens affirmèrent qu'un montant équivalent d'argent consacré à la reconstruction aurait pu être obtenu en nationalisant les possessions de riches Européens ayant déposé leur argent dans les banques des États-Unis pendant la Seconde Guerre mondiale.[réf. nécessaire] Enfin les analyses les plus critiques considèrent que le plan Marshall était en réalité un plan de mise sous tutelle économique et culturelle des pays « libérés » par l'armée américaine. Ainsi, le plan Marshall imposait l'obligation de projeter chaque année dans les salles de cinéma au moins 30 % de films produits à Hollywood.
Le sociologue proche du PCF Michel Clouscard interprète le plan Marshall comme un gigantesque potlatch impliquant la soumission d'abord économique, puis comme contrepartie culturelle, esthétique et philosophique de l'Europe aux États-Unis.
Un film satirique espagnol intitulé ¡Bienvenido Mister Marshall! (Bienvenue Mr Marshall) a été tourné en pleine période franquiste. On y voit un petit village du centre de l'Espagne s'endetter lourdement et se travestir en village andalou d'opérette pour attirer à lui les capitaux du plan Marshall. Plusieurs habitants rêvent d'un monde meilleur si les Américains s'arrêtent au village. Toutefois, le convoi américain traverse le village sans s'y arrêter, laissant le village encore plus démuni qu'avant.

### Conséquences économiques
Plusieurs économistes ont estimé les effets du plan Marshall sur les économies européennes. Ces études suggèrent que l'effet macroéconomique direct des subventions et prêt n'a pas été déterminant, quoiqu'il ait été une stimulation positive des économies. Eichengreen et Uzan estiment en 1992 que le plan n'explique qu'une faible part de l'accélération de la croissance que l'Europe connaît dans les années 1950. Crafts, en 2011, estime l'effet direct du plan à environ 0,3 pts de croissance par an entre 1948 et 1951, pour un transfert équivalent à 2 % du PIB.

## Postérité

### Standardisation et mondialisation
Le plan Marshall, dont le lancement a été contemporain de l'Organisation internationale de normalisation (ISO) en 1945, a fortement encouragé la standardisation industrielle et la diffusion d'un modèle homogène de développement industriel et commercial.

### Utilisations du terme
Al Gore, juste avant d'accéder à la vice-présidence des États-Unis, écrit en 1992 un livre intitulé Sauver la planète Terre, l'esprit humain et l'écologie, dans lequel il reprend l'expression « plan Marshall » dans une proposition élaborée afin de lutter contre les problèmes écologiques de la fin du XXe siècle et du début du XXIe siècle.
En 2005, la région wallonne a nommé son plan de redressement économique : « actions prioritaires pour l’avenir de la Wallonie », mais il est plus connu sous le nom de « plan Marshall pour la Wallonie ». À la différence du plan de l'après-guerre, qui consistait à injecter de l'argent extérieur, le plan wallon traduit la volonté d'impulser de l'intérieur un rebond rapide par l'exécution de mesures fortes. Cette action pourrait avoir valeur d'exemple. En effet, le mécanisme du plan Marshall original visait à faire converger les intérêts et les modes de développement de deux ensembles dont les échanges étaient structurellement déséquilibrés, en créant une écluse, pour éviter une concurrence destructrice et créer un cercle vertueux. Or la question se pose de manière analogue dans les rapports entre les pays émergents et les pays industriels.

### Hommages
Deux plaques (l'une en français, l'autre en anglais) commémorant le cinquantième anniversaire du plan Marshall ont été apposées par The American Club of Paris le 12 décembre 1997 au niveau du 258, rue de Rivoli à Paris.

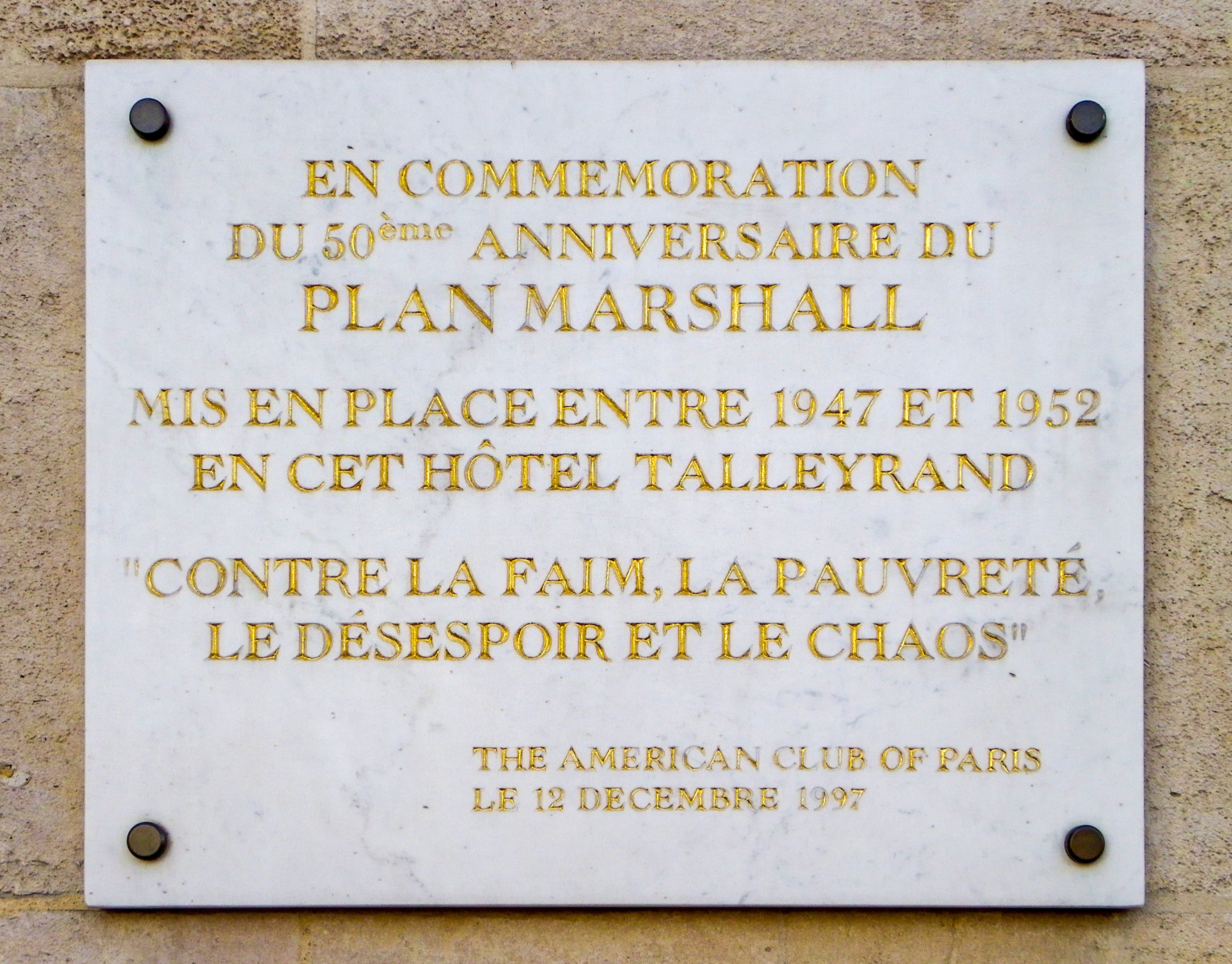
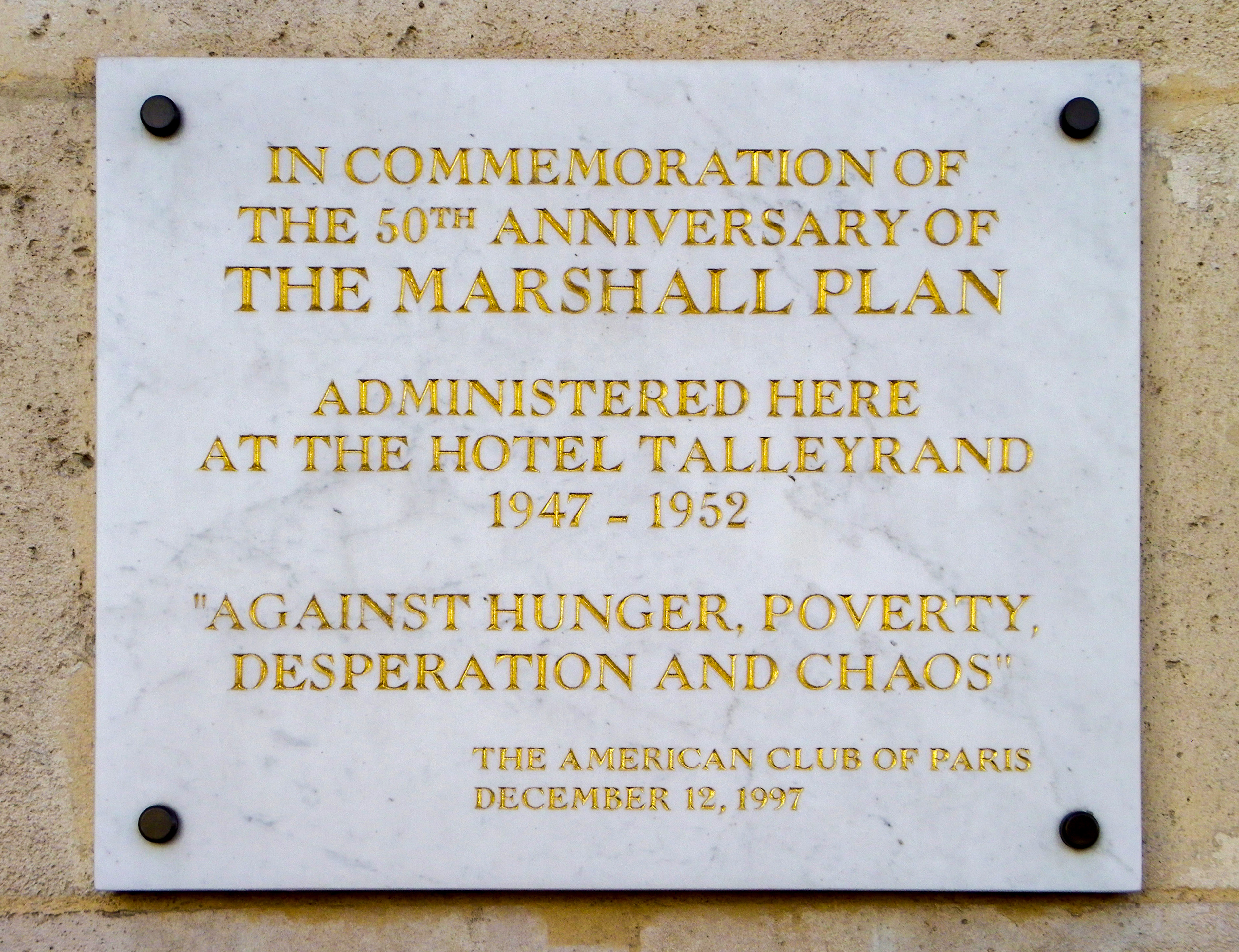

### Plan Next Generation EU
Les plans de relance durant la crise économique liée à la pandémie de Covid-19 ont été comparés au plan Marshall. Il en est notamment ainsi du plan Next Generation EU. Dans une étude de 2021, la Banque de France montre que les deux plans pèsent une somme équivalente rapportés au PIB des pays bénéficiaires, mais que la structure des dépenses diffère. Si le plan Marshall est constitué à 90 % de subventions et à 10 % de prêts, le plan européen est composé à 54 % de prêts, 31 % de subventions, et 15 % de garanties financières.